# The Elder Scrolls: Arena
The Elder Scrolls: Arena ist ein Computer-Rollenspiel des US-amerikanischen Entwicklerstudios Bethesda Softworks und der erste Titel der Rollenspielreihe The Elder Scrolls. Er erschien 1994 für MS-DOS.

## Handlung
Der kaiserliche Kampfmagier Jagar Tharn usurpiert den Thron des Reiches und verschleppt Kaiser Uriel Septim VII. auf eine Oblivion-Ebene, wo er ihn gefangen hält. Doch er kann seine Schülerin Ria Silmane nicht auf seine Seite ziehen und tötet sie daher. Silmane jedoch gelingt es vorerst, weiterhin als geistige Erscheinung aufzutreten und den Spielercharakter mit der Befreiung des Kaisers zu betrauen. Nachdem er den ersten Dungeon verlassen hat, kommuniziert sie auch weiterhin im Traum mit ihm und hilft ihm bei der Suche nach den acht Einzelstücken des Stab des Chaos, mit dem der Spielercharakter Tharn schließlich im Kampf besiegen kann.

## Spielprinzip
Das Spiel wird aus der Egoperspektive dargestellt. Arena zeichnet sich auch durch seine riesige Spielwelt aus, die aus vorgegebenen Elementen zufällig generiert wird. Das Kampfsystem bietet die Wahl zwischen Nahkampf und Zauberattacken. Beim Nahkampf bestimmt die Position des Mauszeigers, welche von acht Attacken ausgeführt wird.

## Entwicklung
Bethesda wurde bei der Entwicklung von den Titeln Darklands, Ultima Underworld, Legends of Valour und dem Rollenspielregelwerk Dungeons & Dragons beeinflusst. Ursprünglich war The Elder Scrolls: Arena als 3D-Gladiatorenspiel geplant. Von diesem Konzept blieb lediglich der Titel, der sich inhaltlich allerdings auch auf die Dimension „Mundus“ bezieht, die im Spiel als Arena bezeichnet wird. Dort treffen „das Böse“ aus Oblivion und „das Gute“ aus Aetherius wie in einer Arena immer wieder aufeinander und bekämpfen sich gegenseitig.

## Rezeption
Das Spiel erwies sich als unerwartet erfolgreich. Kurz vor Veröffentlichung befürchteten die verantwortlichen Entwickler noch, die Firma in den Bankrott getrieben zu haben. Denn da Bethesda das ursprüngliche Konzept stark verändert hatte, wegen Verzögerungen des Entwicklungsprozesses das wichtige Weihnachtsgeschäft verpasste und Arena erst im März veröffentlichen konnte, ging man intern von einem Fehlschlag aus. Dementsprechend wurde zu Beginn die äußerst niedrige Zahl von gerade einmal 3000 Kopien ausgeliefert. Doch durch Mundpropaganda verkaufte sich das Spiel auch über längeren Zeitraum sehr gut und erwies sich als kleiner Verkaufshit.
Matt Barton hob rückblickend die umfangreiche Weltsimulation hervor, die neben Tag-Nacht-Wechseln auch Jahreszeiten berücksichtigte und dem Spieler deutlich mehr Freiheiten als andere zeitgenössische Spiele bot.
Anlässlich des 10. Jubiläums der Reihe gab Bethesda Arena auf der Website der Serie kostenlos zum Download frei.